# Кајак и кану на Летњим олимпијским играма 1948 — Ц-1 10.000 метара за мушкарце
Такмичење у кануу једноклеку (Ц-1) 10.000 м  на Летњим олимпијским играма 1948. одржано је 11. августа, на стази Хенли краљевске регате. Ова дисциплина била је први пут на програму олимпијских игара.
На такмичењу је учествовало 5 кануиста из 5 земаља који су веслали само финалну трку. 

## Освајачи медаља
|                                |                   |                    |
| Франтишек Чапек · Чехословачка | Френк Хејвенс САД | Норман Лејн Канада |

## Резултати

### Финале
| Пласман | Атлетичар       | Земља        | Резултат  |
| ------- | --------------- | ------------ | --------- |
|         | Франтишек Чапек | Чехословачка | 1.02:05,2 |
|         | Френк Хејвенс   | САД          | 1.02:40,4 |
|         | Норман Лејн     | Канада       | 1:04:35,3 |
| 4.      | Ремонд Аржентен | Француска    | 1.06:44,2 |
| 5.      | Вилијам Хејвенс | Шведска      | 1.07:27,1 |